# Dungu
Dungu este un oraș în  provincia Haut-Congo, Republica Democrată Congo. În 2012 avea o populație de 27 836 de locuitori, iar în 2004 avea 23 726.